# Jozef Peeters (Steendorp)
Jozef Peeters (Blaasveld, 18 februari 1916 - Steendorp, 29 december 2004) was een Belgische huisarts en politicus voor de CVP.

## Levensloop
Jozef was de oudste van de negen kinderen in het landbouwersgezin van Egidius Peeters (1896-1989) en Leonia Verschueren (1890-1976). Hij behaalde aan de Katholieke Universiteit Leuven het doctoraat in de geneeskunde. In 1941 vestigde hij zich in Steendorp, waar hij de eerste huisarts was. Hij trouwde met Maria Scherpereel, met wie hij zes kinderen kreeg.
Hij was er van 1947 tot 1976 burgemeester, na verkozen te zijn tot gemeenteraadslid op een kieslijst van de CVP. Hij was ook de laatste burgemeester, aangezien Steendorp in 1977 werd opgenomen in de fusie rond de centrumgemeente Temse. Peeters was ook erevoorzitter van het amusementsorkest Amor.
Bij zijn overlijden verklaarde burgemeester van Temse Luc De Ryck: "Peeters werd de voorman van de CVP en was de onbetwiste, bijzonder populaire burgemeester van 1947 tot 1976. Aan de verkiezingen van 1976, de aanloop tot de fusies van gemeenten, nam hij niet meer deel."
Een borstbeeld van Peeters werd geplaatst in de Gelaagstraat in Steendorp. 